# شرم اللولي

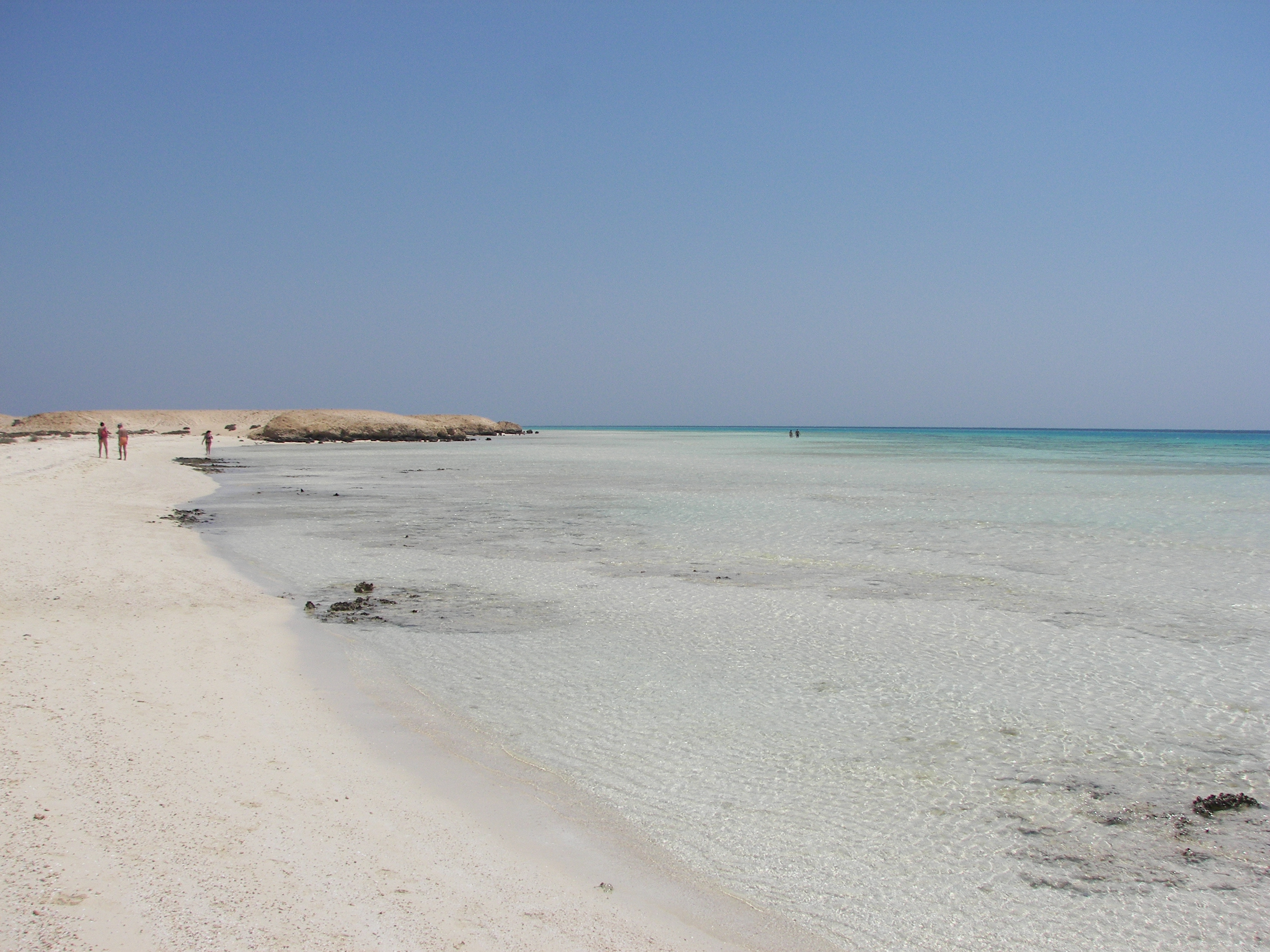
شرم الولي.

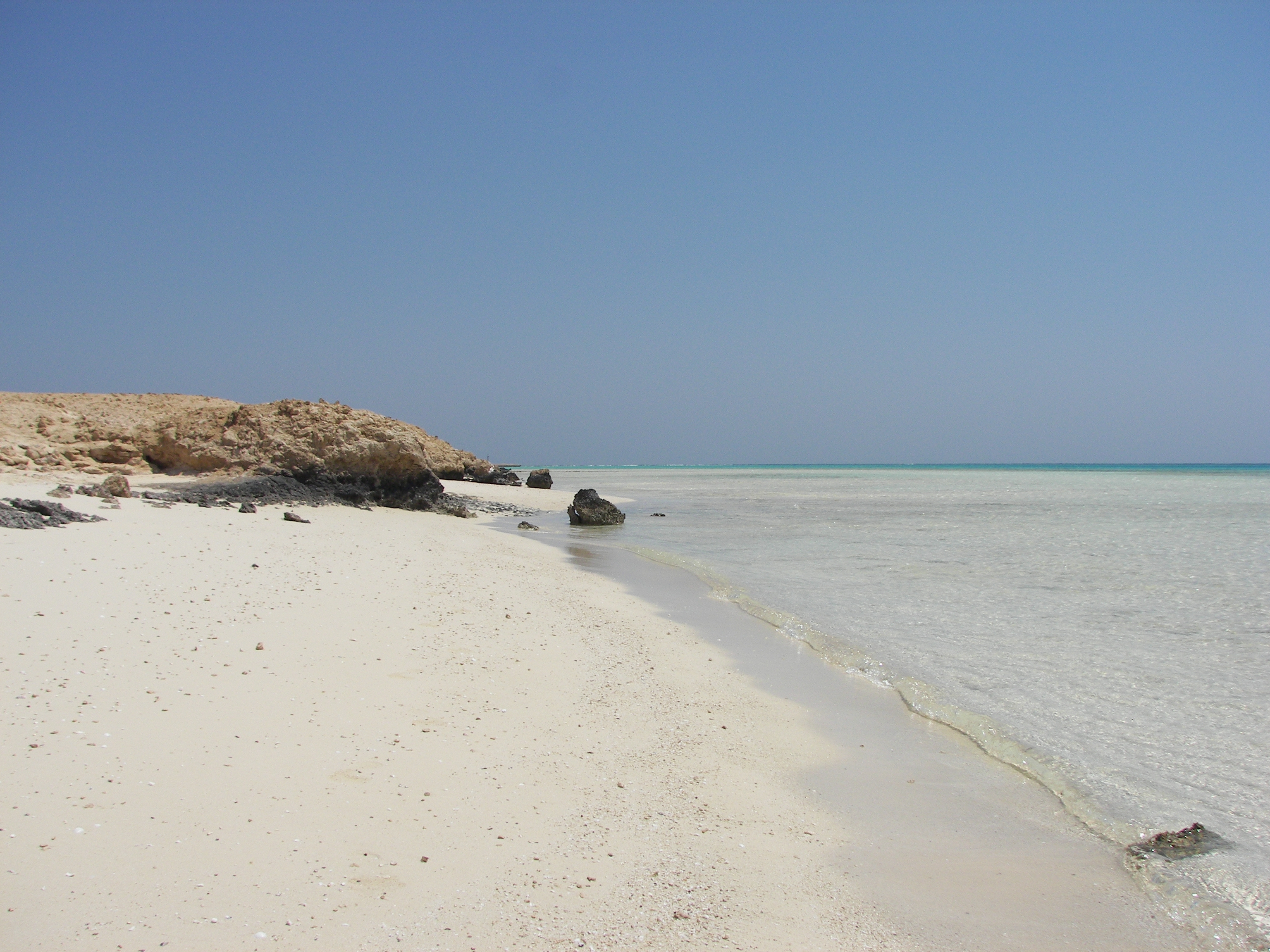
شرم اللولي.

شرم اللولي ويعرف ايضاً باسم حنكوراب  هو شاطئ يقع على بعد 60 كم جنوب مرسى علم في محافظة البحر الأحمر، تقع ضمن نطاق محمية وادي الجمال. في عام 2018 صنفته موقع تريب أدفيسور ضمن أفضل 25 شاطئ في العالم والأول في الشرق الأوسط. ويعتبر مقصد شهير للسياح الأجانب خصوصاً من الجنسية الفرنسية، الألمانية، الإنجليزية والإيطالية.